# Friends (álbum de The Bolshoi)
Friends es el segundo disco (el 1º en formato LP) del grupo británico The Bolshoi editado en el año 1986 por la discográfica Beggars Banquet.
Se extrajeron tres sencillos del álbum, siendo "A way" y "Sunday Morning" las canciones más exitosas de la historia de la banda.

## Lista de canciones
| Título                       | Autor         | Duración |
| ---------------------------- | ------------- | -------- |
| A Way                        | Trevor Tanner | 4:58     |
| Modern Man                   | Trevor Tanner | 5:35     |
| Someones Daughter            | Trevor Tanner | 4:04     |
| Sunday Morning               | Trevor Tanner | 6:32     |
| Looking For A Life To Lose   | Trevor Tanner | 4:44     |
| Romeo In Clover (Call Girls) | Trevor Tanner | 5:35     |
| Books On The Bonfire         | Trevor Tanner | 4:58     |
| Pardon Me                    | Trevor Tanner | 4:34     |
| Fat And Jealous              | Trevor Tanner | 4:06     |
| Waspy                        | Trevor Tanner | 5:11     |